# تيد لوكينبيل
تيد لوكينبيل (بالإنجليزية: Ted Luckenbill)‏ مواليد 27 يوليو 1939 - الوفاة 24 يونيو 2012، كان لاعب كرة سلة أمريكي. بدأ مسيرته الاحترافية في سنة 1961. تم اختياره من قبل فريق غولدن ستايت ووريورز خلال الدرافت. حمل الرقم 12. بلغ طوله 6 قدم 6 بوصة (2.0 م). اعتزل اللعب في 1964.

## روابط خارجية
- تيد لوكينبيل على موقع إن بي أي (الإنجليزية)
- تيد لوكينبيل على موقع سبورتس رفرنس (الإنجليزية)
- تيد لوكينبيل على موقع كلية كرة السلة في سبورتس رفرنس.كوم (الإنجليزية)
- تيد لوكينبيل على موقع ريلجم (الإنجليزية)
- تيد لوكينبيل على موقع بروبوليرز (الإنجليزية)